# Urraca Sánchez di Navarra
Urraca Sanchez (Urraca in spagnolo, asturiano, aragonese, portoghese, galiziano e catalano; Urraka in basco; inizi del X secolo – 23 giugno 956) fu regina consorte di León dal 932 circa al 951.

## Origine
Urraca, secondo il codice di Roda, era figlia del re di Pamplona, Sancho I Garcés e di Toda di Navarra, figlia di Aznar Sánchez, signore di Larraun e di Oneca Fortúnez, la figlia del re di Pamplona, Fortunato Garcés e di Oria. Entrambi i genitori di Toda discendevano dalla famiglia Arista.
Sancho, secondo il codice di Roda, era il figlio primogenito del co-regnante e poi reggente di Pamplona García II Jiménez (della dinastia Jimena) e della sua seconda moglie, Dadildis di Pallars, sorella del conte di Ribagorza e di Pallars, Raimondo I, nipote del conte Raimondo I di Tolosa.

García era discendente della dinastia Jimena, da parte di padre e dalla Arista, da parte di madre.

García era anche cugino dell'emiro e poi califfo di al-Andalus, ʿAbd al-Raḥmān III; infatti la nonna, Oneca Fortúnez, in prime nozze, aveva sposato l'emiro di al-Andalus, ʿAbd Allāh ibn Muḥammad a cui aveva dato un figlio, Mohammed (fratellastro di Toda) che generò l'emiro e poi califfo di al-Andalus, ʿAbd al-Raḥmān III, come riporta la Histoire de l'Afrique et de l'Espagne (nipote di Toda).

## Biografia
Tra il 932 e il 934, secondo il codice di Roda, Urraca sposò il re di León, Ramiro II, che, come riporta il documento n° XII, datato 897, del Portugaliæ Monumenta Historica, Diplomata et Chartæ, Vol. I, era figlio del re di León Ordoño II e di Elvira Menendez, come conferma anche la Historia del Real Monasterio de Sahagún, che precisa che era il figlio terzogenito.
Ramiro, secondo il codice di Roda era al suo secondo matrimonio, cita come prima moglie una galiziana, Galliciensis nomine, mentre secondo la Cronaca di Sampiro, Urraca, citata col nome di Tarasia detta Florentina era l'unica moglie del re Ramiro II.
Urraca viene citata come moglie di Ramiro (Urraca regina), nel documento n° LV delle Apendices della HISTORIA de la IGLESIA DE SANTIAGO DE COMPOSTELA, TOMO II, datato 934, inerente una donazione alla chiesa di Santiago.
Secondo il documento nº 2 del Cartulario de Monasterio de Vega, Urraca assieme al marito, Ramiro II e ai figli, Ordoño, Sancho e Elvira (Ranimirus rex servorum Dei - Urracha regina - Ordonius regis - Sanzius filius regis - Gelvira prolis regis et Deo vota) fece una donazione al monastero di Vega datata 24 settembre 946.
Nel 951, il marito, Ramiro II, ammalato, poche settimane dopo aver abdicato a favore del figlio di primo letto Ordoño, morì a León, e fu tumulato nella chiesa di San Salvatore come riportano il Sampiri chronicon.
Urraca, rimasta vedova, si ritirò a vita privata e morì nello stesso anno (956) in cui suo figlio, Sancho il Grasso, salì sul trono di León, dopo la morte del fratellastro, Ordoño III;
secondo la Historia del Real Monasterio de Sahagún, Urraca morì il 23 giugno e fu tumulata nella cappella di Nostra Signora del Re Casto della cattedrale di Oviedo, con la seguente iscrizione: Aquí descansa la sierva de Dios Urraca, confesora, esposa de don Ramiro príncipe. Murió el lunes, a las seis horas del 23 de junio, en la era 994 (año 956), come riporta il Diccionario biográfico español, Real Academia de la Historia.

## Figli
Urraca a Ramiro II diede due figli:
- Sancho (935-966), re di León[8], dal 956 al 966, come Sancho I, detto il "rey Craso";
- Elvira (935-986), che si ritirò in giovane età nel monastero di San Salvador de Palat del Reyn[15] e fu reggente per conto del nipote Ramiro[20], dal 966 al 975.

Secondo la Cronaca di Sampiro, Urraca, citata col nome di Tarasia detta Florentina, essendo l'unica moglie del re Ramiro II fu anche madre di:
- Ordoño (circa 926-956), citato (Hordonius regis filius) nella donazione alla chiesa di Santiago di Compostela[14], re di León[11], dal 951 al 956, come Ordoño III.

## Ascendenza
|                            |               |                         | Genitori              |  |  | Nonni |  |  | Bisnonni        |  |  | Trisnonni             |  |
|                            |               |                         |                       |  |  |       |  |  | Jimeno I Garcés |  |  | Garcia I di Guascogna |  |
|                            |               |                         |                       |  |  |       |  |  | Jimeno I Garcés |  |  | Garcia I di Guascogna |  |
|                            |               | …                       |                       |  |  |       |  |  | Jimeno I Garcés |  |  |                       |  |
| García II Jiménez          |               |                         |                       |  |  |       |  |  | Jimeno I Garcés |  |  |                       |  |
|                            |               | …                       | …                     |  |  |       |  |  |                 |  |  |                       |  |
|                            |               | …                       | …                     |  |  |       |  |  |                 |  |  |                       |  |
|                            |               | …                       | …                     |  |  |       |  |  |                 |  |  |                       |  |
| Sancho I Garcés di Navarra |               | …                       |                       |  |  |       |  |  |                 |  |  |                       |  |
|                            |               | Llop I Donat de Bigorra | Donat Loup de Bigorre |  |  |       |  |  |                 |  |  |                       |  |
|                            |               | Llop I Donat de Bigorra | Donat Loup de Bigorre |  |  |       |  |  |                 |  |  |                       |  |
|                            |               | Llop I Donat de Bigorra | Faquilo               |  |  |       |  |  |                 |  |  |                       |  |
| Dadildis di Pallars        |               | Llop I Donat de Bigorra |                       |  |  |       |  |  |                 |  |  |                       |  |
|                            |               | Franquilena di Tolosa   | Raimondo I di Tolosa  |  |  |       |  |  |                 |  |  |                       |  |
|                            |               | Franquilena di Tolosa   | Raimondo I di Tolosa  |  |  |       |  |  |                 |  |  |                       |  |
|                            |               | Franquilena di Tolosa   | …                     |  |  |       |  |  |                 |  |  |                       |  |
| Urraca Sánchez di Navarra  |               | Franquilena di Tolosa   |                       |  |  |       |  |  |                 |  |  |                       |  |
|                            | Sancho Garcés | García I Íñiguez        |                       |  |  |       |  |  |                 |  |  |                       |  |
|                            | Sancho Garcés | García I Íñiguez        |                       |  |  |       |  |  |                 |  |  |                       |  |
|                            | Sancho Garcés | Urraca                  |                       |  |  |       |  |  |                 |  |  |                       |  |
| Aznar Sánchez              | Sancho Garcés |                         |                       |  |  |       |  |  |                 |  |  |                       |  |
|                            |               | …                       | …                     |  |  |       |  |  |                 |  |  |                       |  |
|                            |               | …                       | …                     |  |  |       |  |  |                 |  |  |                       |  |
|                            |               | …                       | …                     |  |  |       |  |  |                 |  |  |                       |  |
| Toda di Navarra            |               | …                       |                       |  |  |       |  |  |                 |  |  |                       |  |
|                            |               | Fortunato Garcés        | García I Íñiguez      |  |  |       |  |  |                 |  |  |                       |  |
|                            |               | Fortunato Garcés        | García I Íñiguez      |  |  |       |  |  |                 |  |  |                       |  |
|                            |               | Fortunato Garcés        | Urraca                |  |  |       |  |  |                 |  |  |                       |  |
| Oneca Fortúnez             |               | Fortunato Garcés        |                       |  |  |       |  |  |                 |  |  |                       |  |
|                            |               | Oria                    | …                     |  |  |       |  |  |                 |  |  |                       |  |
|                            |               | Oria                    | …                     |  |  |       |  |  |                 |  |  |                       |  |
|                            |               | Oria                    | …                     |  |  |       |  |  |                 |  |  |                       |  |
|                            |               | Oria                    |                       |  |  |       |  |  |                 |  |  |                       |  |

### Fonti primarie
- (LA)  Historia de España: parte XVI, Sampiri Astoricensis Episcopi chronicon.
- (LA)  Textos navarros del Códice de Roda Archiviato il 31 gennaio 2021 in Internet Archive..
- (LA)  España sagrada. Volumen 14
- (LA)  Portugaliae monumenta historica.
- (LA)  #ES Cartulario de Monasterio de Vega.
- (LA)  #ES Apendices della HISTORIA de la IGLESIA DE SANTIAGO DE COMPOSTELA, TOMO II.

### Letteratura storiografica
- Rafael Altamira, Il califfato occidentale, in L’espansione islamica e la nascita dell’Europa feudale, collana «Storia del mondo medievale», II volume, Milano, Garzanti, 1999  [1979],  pp. 477–515, SBN RAV0065639.
- (ES)  Historia del Real Monasterio de Sahagún
- (FR)  #ES Histoire de l'Afrique et de l'Espagne, Volume 2)